# WWEオーバー・ザ・リミット
オーバー・ザ・リミット(Over the Limit)は、アメリカのプロレス団体WWEが主催する、プロレス興行の名称。また、同興行を扱うPPVの名称でもある。ジャッジメント・デイ(Judgment Day)に替わる新たなPPVとして2010年に新設された。2013年に同PPVに替わってWWEバトルグラウンドが設立されたため消滅した。

## 試合結果

### 第1回大会（2010年）WWE Over the Limit 2010
- 開催日 : 5月23日
- 開催場所 : ミシガン州デトロイトのジョー・ルイス・アリーナ
- 観客動員数 : 11,000人
- 公式大会曲 : Fit For Rivals - Crash

- ダーク・マッチ -Dark Match-

○MVP vs チャボ・ゲレロ●
- インターコンチネンタル王座戦 -WWE Intercontinental Championship-

●ドリュー・マッキンタイア(c) vs コフィ・キングストン○
- ○Rトゥルース vs テッド・デビアス（w / バージル）

- ○レイ・ミステリオ vs CMパンク●

パンクが負けた場合は丸坊主となり、ミステリオが負けた場合はストレート・エッジ・ソサエティに加入となる。
- WWE統一タッグ王座戦 -Unified WWE Tag Team Championship-

○ハート・ダイナスティ(デビッド・ハート・スミス&タイソン・キッド)(c)(w / ナタリヤ) vs クリス・ジェリコ&ザ・ミズ●
- △ランディ・オートン vs エッジ△

両者カウントアウト
- 世界ヘビー級王座戦 -World Heavyweight Championship-

●ジャック・スワガー(c) vs ビッグ・ショー○
スワガーの反則負けのため王座移動はなし
- ディーヴァズ王座戦 -WWE Divas Championship-

○イヴ・トーレス(c) vs マリース●
- "アイ・クイット" マッチ形式WWE王座戦 -"I Quit" Match for the WWE Championship-

○ジョン・シナ(c) vs バティスタ●

### 第2回大会（2011年）WWE Over the Limit 2011
- 開催日 : 5月22日
- 開催場所 : ワシントン州シアトルのキーアリーナ
- 観客動員数 : 6,500人
- 公式大会曲 : Rise Against - Help Is on the Way

- ダーク・マッチ -Dark Match-

○ダニエル・ブライアン vs ドリュー・マッキンタイア●
- ○Rトゥルース vs レイ・ミステリオ●

- インターコンチネンタル王座戦　-WWE Intercontinental Championship-

●ウェイド・バレット(c) vs エゼキエル・ジャクソン○
反則負けにより王座移動はなし。
- ○シン・カラ vs チャボ・ゲレロ●

- WWEタッグ王座戦 -WWE Tag Team Championship-

○ケイン&ビッグ・ショー(c) vs ネクサス(CMパンク&メイソン・ライアン)●
- ディーヴァズ王座戦 -WWE Divas Championship-

○ブリー・ベラ(c)(w / ニッキー・ベラ) vs ケリー・ケリー●
- 世界ヘビー級王座戦 -World Heavyweight Championship-

○ランディ・オートン(c)　vs クリスチャン●
- "キス・マイ・フット" マッチ -"Kiss My Foot" Match-

○ジェリー "ザ・キング" ローラー vs マイケル・コール●
ローラーは負けた場合、自身のWWE殿堂の指輪をコールに渡さなければならない。
- "アイ・クイット" マッチ形式WWE王座戦 -"I Quit" Match for the WWE Championship-

●ジョン・シナ(c) vs ザ・ミズ(w / アレックス・ライリー)○
反則裁定なしのためライリーが試合に参加し、事実上のハンディキャップマッチに。
試合後シナが"I Quit"と言っていなかったことが判明しその場で再試合が決定。
- "アイ・クイット" マッチ形式WWE王座戦 -"I Quit" Match for the WWE Championship-

○ジョン・シナ(c) vs ザ・ミズ(w / アレックス・ライリー)●　

### 第3回大会（2012年）WWE Over the Limit 2012
- 開催日 : 5月20日
- 開催場所 : ノースカロライナ州ローリーのRBCセンター
- 観客動員数 : 8,000人
- 公式大会曲 : Thousand Foot Krutch - War of Change

- ダーク・マッチ -Dark Match-

○ケイン vs ザック・ライダー●
- 20人"ピープルズ・パワー"バトルロイヤル -20 Man "People Power" Battle Royal-優勝者は本大会でのWWE・US王座かインターコンチネンタル王座挑戦権を獲得。

　　優勝者はクリスチャン
- WWEタッグ王座戦 -WWE Tag Team Championship-

○コフィ・キングストン＆Rトゥルース(c) vs ドルフ・ジグラー＆ジャック・スワガー(w / ヴィッキー・ゲレロ)●
- ディーヴァズ王座戦 -WWE Divas Championship-

○レイラ(c) vs ベス・フェニックス●
- フェイタル4ウェイ形式世界ヘビー級王座戦 -Fatal 4-Way Match for the World Heavyweight Championship-

○シェイマス(c)　vs　アルベルト・デル・リオ(w / リカルド・ロドリゲス) vs ランディ・オートン　vs　クリス・ジェリコ●
- ○ブローダス・クレイ(w / キャメロン＆ナオミ) vs ザ・ミズ●

- インターコンチネンタル王座戦　-WWE Intercontinental Championship-

●コーディ・ローデス(c) vs クリスチャン○
- WWE王座戦 - WWE Championship-

○CMパンク(c)　vs ダニエル・ブライアン●
- ○ライバック vs カマーチョ(w / フニコ)●

- ●ジョン・シナ vs ジョン・ロウリネイティス○　勝敗はピンフォールかギブアップのみで決する。

シナが勝てばロウリネイティスは番組を追放。いかなるスーパースターの介入も禁止。結果的に解雇中（ストーリー上）のビッグ・ショーがロウリネイティスに協力。